# Комсомольське озеро (Мінськ)

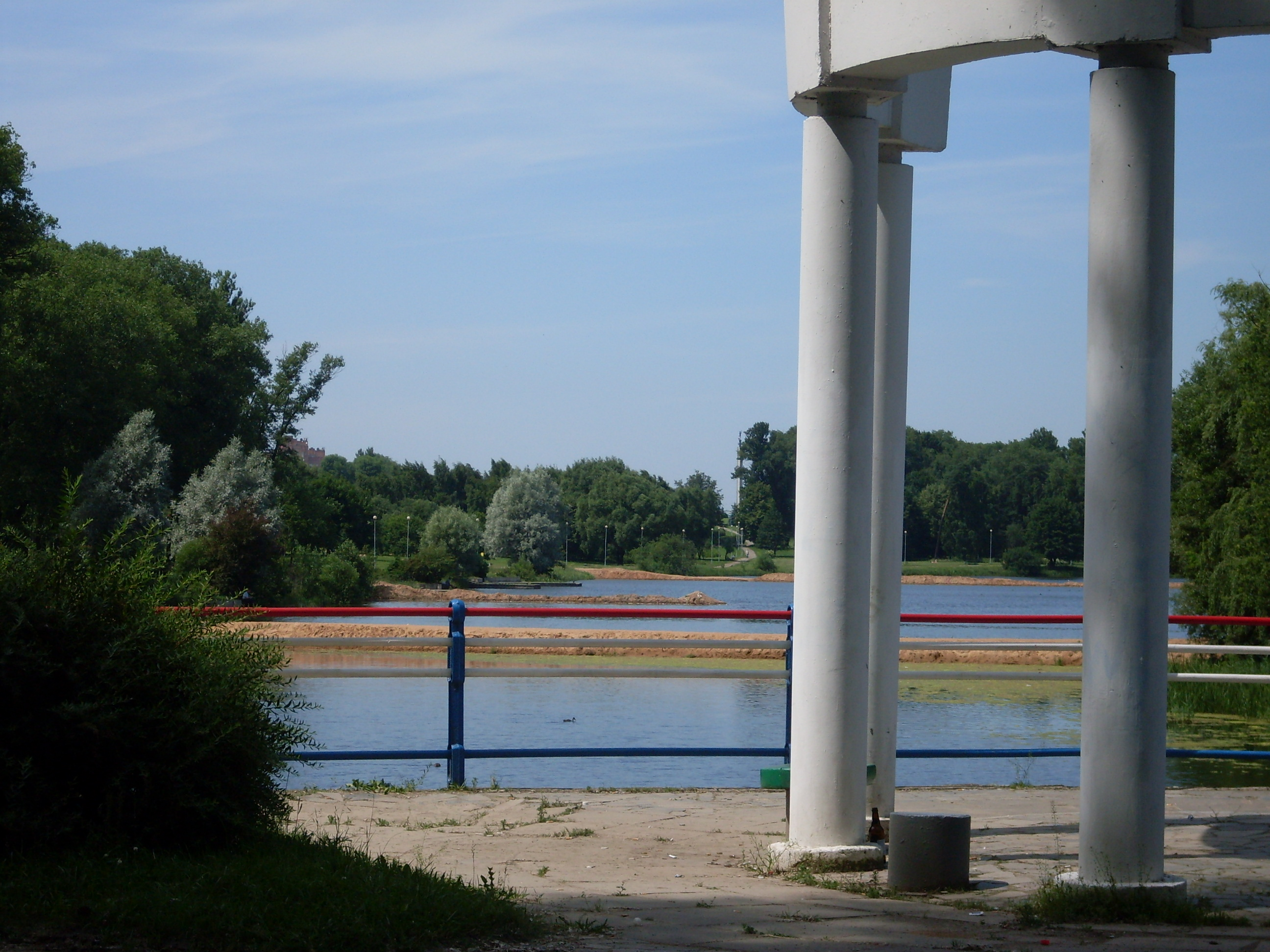
Комсомольське озеро

Комсомольське озеро (біл. Камсамольскае возера, рос. Комсомольское озеро) — штучна водойма в північно-західній частині Мінська, утворене греблею на річці Свіслоч. Входить до складу Вілейсько-Мінської водної системи. Площа озера 0,42 км², довжина 1,5 км, ширина до 400 м, середня глибина 1,9 м (максимальна — 4,5 м). Озеро проточне. Є невеликі острови. Є зоною відпочинку. Береги пологі, з упорядженими пляжами. На озері перебуває човнова й рятувальна станції. Озеро є місцем занять водними видами спорту, а також літньої й зимової риболовлі. Можна піймати карася, плотву, йоржа.

## Історія озера
Будівництво було розпочато в 1940 році з метою недопущення затоплення Мінська під час весняних паводків. Котлован під озеро площею 35 га був викопаний вручну.
Урочисте відкриття озера планувалося на неділю, 22 червня 1941 року, але було зірвано через початок війни.
В 1974 році були проведені очищення й поглиблення озера.